# Grafenrheinfeld
Grafenrheinfeld è un comune tedesco di 3 370 abitanti, situato nel land della Baviera.